# Wilhelm Hoffsümmer
Wilhelm « Willi » Hoffsümmer (né le 2 mai 1941 à Hürth) est un auteur et prêtre catholique allemand.

## Biographie
Wilhelm Hoffsümmer a étudié la théologie à Bonn, Fribourg-en-Brisgau et Cologne. En 1967 il devient aumônier de l'église St. Suitbert de Werth dans le quartier de Bilk à Düsseldorf, de 1971 à 1979 de l'église Sainte-Thérèse de l'Enfant-Jésus dans le quartier de Garath. Puis de 1979 à 2007, il est curé de l'église Saint-Pancrace dans le quartier de Paffendorf à  Bergheim où la ZDF a retransmis huit fois la messe entre 1988 et 1995. Le presbytère de Paffendorf, qui a été rénové en 2007, a été nommé centre Willi Hoffsümmer. De plus, il était de 1995 à 2007 le prêtre de l'église Saints Côme et Damien de Bergheim.
Depuis 2007 Hoffsümmer est vicaire de l'église Saint-Lambert à Erftstadt.
Wilhelm Hoffsümmer est aussi un auteur prolifique et directeur d'édition. Il est l'auteur d'une centaine de livres qui traitent principalement de la conception de l'office pour la famille, les enfants et les jeunes. Certaines de ses œuvres ont été traduites dans de nombreuses langues, dont le français, portugais, finlandais, danois et diverses langues européennes. Le tirage total de ses publications est d'environ 1,1 million d'exemplaires.